# Sospel
Sospel é uma comuna francesa na região administrativa da Provença-Alpes-Costa Azul, no departamento Alpes Marítimos. Estende-se por uma área de 62,39 km², com 3 384 habitantes, segundo os censos de 2005, com uma densidade de 54 hab/km².